# آگوستو لیما
آگوستو لیما (انگلیسی: Augusto Lima؛ زادهٔ ۱۷ سپتامبر ۱۹۹۱) بازیکن بسکتبال اهل برزیل است.
از باشگاه‌هایی که در آن بازی کرده‌است می‌توان به باشگاه بسکتبال سن پابلو بورگوس اشاره کرد.
وی در مسابقات کشوری و بین‌المللی در مجموع برندهٔ ۱ مدال نقره شده‌است.